# Steenbecque
Steenbecque é uma comuna francesa na região administrativa de Altos da França, no departamento do Norte. Estende-se por uma área de 11.96 km². Em 2010 a comuna tinha 1 704 habitantes (densidade: 142,5 hab./km²).